# Harcenkî, Lebedîn
Harcenkî (în ucraineană Харченки) este un sat în comuna Harbuzivka din raionul Lebedîn, regiunea Sumî, Ucraina.

## Demografie
Componența lingvistică a localității Harcenkî
     Ucraineană (93,33%)
     Rusă (6,67%)
Conform recensământului din 2001, majoritatea populației localității Harcenkî era vorbitoare de ucraineană (93,33%), existând în minoritate și vorbitori de rusă (6,67%).